# Bobrok

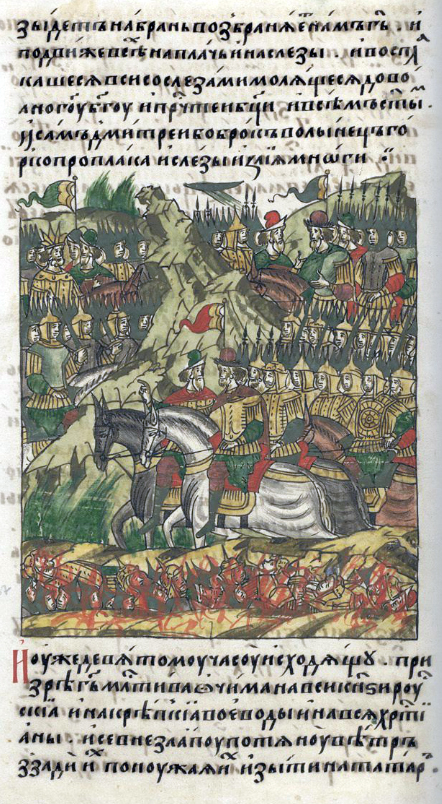
El regimiento de la emboscada de Bobrok. Miniatura de la Crónica Ilustrada de Iván el Terrible.

El príncipe Dmitri Mijáilovich Bobrok ("Castor Pequeño") era un general boyardo, cuñado de Dmitri I de Moscú. Su coraje militar está glorificado en la historia de la derrota de Mamái, en el siglo XV.
La ascendencia de Bobrok es objeto de una larga disputa. La mayoría de fuentes le llaman un "príncipe volhyniano". Pudo haber sido un miembro menor de la casal Rurikid de Ostrog o un nieto de Gediminas de Lituania, probablemente uno de los h|ijos de Karijotas. También se ha especulado que tenía la aldea de Bobrka en el río Boberka como feudo de Liubartas.
Bobrok fue uno de los primeros príncipes lituanos en ingresar al servicio moscovita. Dirigió el ejército moscovita contra Oleg II de Riazán en 1371 y asaltó con éxito la Bulgaria del Volga en 1376. Estuvo a cargo de la conquista de Severia en 1379 y estuvo al mando de un regimiento que tendió una emboscada durante la gran batalla de Kulikovo en 1380.